# Referendum costituzionale in Danimarca del 1920
Il referendum costituzionale in Danimarca del 1920 si svolse il 6 settembre 1920 per apportare le modifiche alla Costituzione della Danimarca che dal 1915 erano state necessarie per facilitare la riunificazione dello Jutland meridionale nel regno di Danimarca. Le modifiche sono state approvate dal 96,9% dei votanti, con un'affluenza del 49,6%. Un totale di 614.227 dei 1.291.745 elettori registrati ha votato a favore, il che significa che il 47,6% degli aventi diritto aveva votato per le proposte, al di sopra del quorum del 45% richiesto dalla costituzione.

## Risultati
| Scelta                        | voti      | %    |
| ----------------------------- | --------- | ---- |
| Sì                            | 614.227   | 96,9 |
| No                            | 19,592    | 3.1  |
| Schede bianche/nulle          | 6.940     | –    |
| Totale                        | 640.759   | 100  |
| Elettori registrati/affluenza | 1.291.745 | 49,6 |
| Fonte: Nohlen & Stöver        |           |      |